# 笹原駅
笹原駅（ささばるえき）は、福岡県福岡市南区井尻三丁目にある、九州旅客鉄道（JR九州）鹿児島本線の駅である。駅番号はJB02。当駅近辺では鹿児島本線上に博多区との境界があり、東口は博多区諸岡五丁目に所在する。

## 歴史
竹下 - 南福岡間は営業キロが4.0 kmあり、住宅地内の路線としては長いことから計画された。鹿児島本線では新駅が多く設置されたが、当駅は他の多くの新駅と異なり、民営化前に開業している。国鉄の駅だったのはわずか23日間だった。開業当初は駅舎も無い無人駅であったが、乗降客が予想以上に多かったため、民営化後の10月に駅舎を設置した。

### 年表
- 1987年（昭和62年）
  - 3月9日：日本国有鉄道が臨時乗降場として開設[2][5]。開業当時はホーム有効長170 m（8両分）の相対式2面2線であった[2]。無人駅[3]。
  - 4月1日：国鉄分割民営化により九州旅客鉄道が継承[5]。常設駅に格上げ[5]。
- 1997年（平成9年）12月1日：駅舎改築のため、博多駅寄りに200mの位置に仮駅を設置して供用開始[6]。
- 1998年（平成10年）11月21日：駅舎改築。同時に地下道を設置し、構内踏切を廃止[7]。
- 2000年（平成12年）1月29日：自動改札機を設置し、供用開始[8]。
- 2005年（平成17年）3月1日：東口改札を設置[9]。
- 2009年（平成21年）3月1日：ICカードSUGOCAの利用を開始[10]。
- 2022年（令和4年）3月11日：きっぷうりばの営業を終了[11]。

### 駅名の由来
所在地は井尻だが、既に西鉄天神大牟田線に井尻駅が設けられていたため、かつてこの地が笹が繁茂していた「笹原」と呼ばれる原野だったことから「笹原駅」と命名された。

## 駅構造

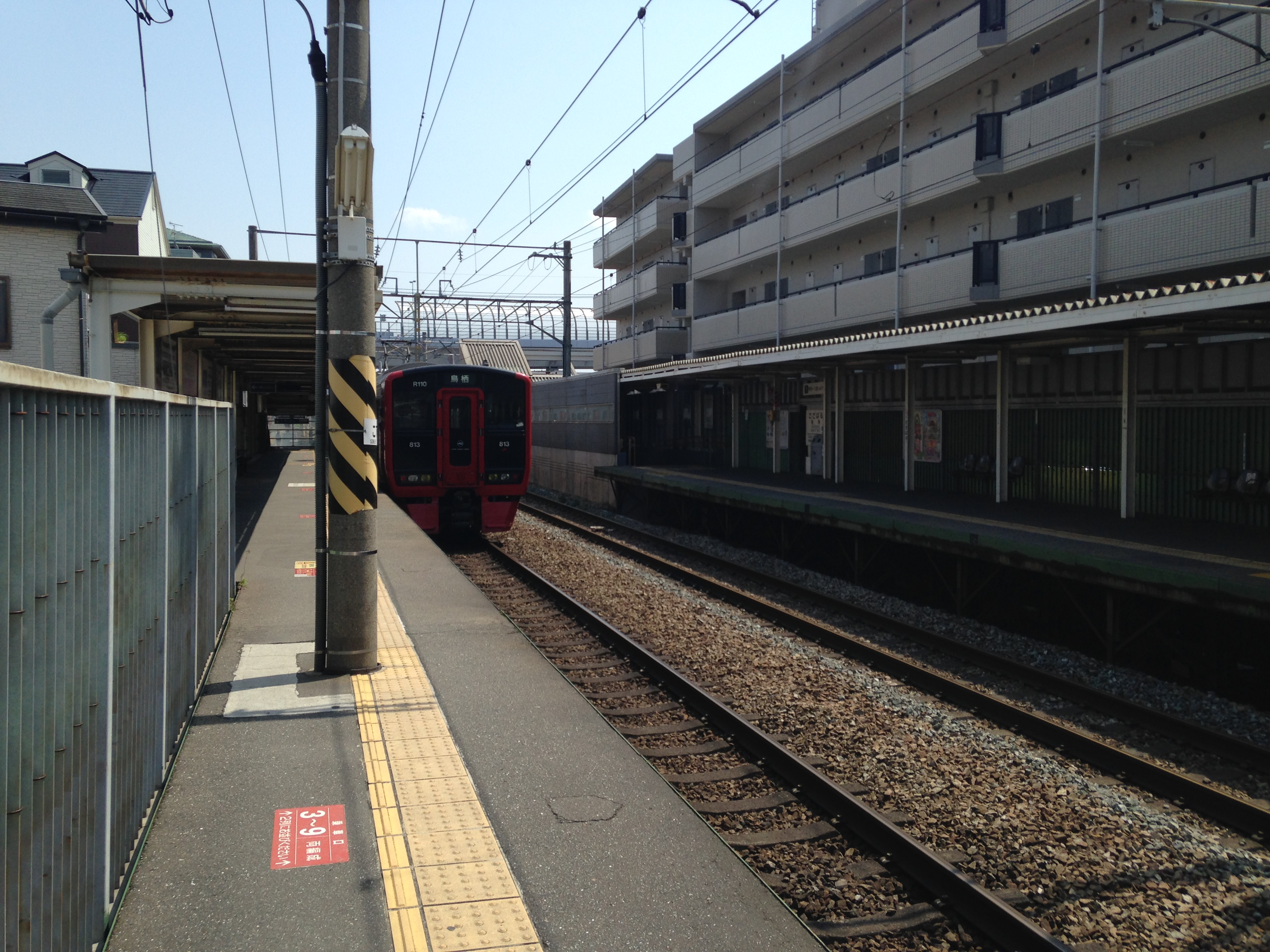
ホーム（2015年4月）

相対式ホーム2面2線を有する地上駅。改札口は東西口双方に設置されている。跨線橋はなく、地下通路で対面ホームへ行ける。博多方面のホームは、バリアフリー工事で改札口からホームまで階段がなくなった代わりにホームまで1両分遠くなっている。
ホーム有効長は9両分である。そのため、過去には竹下駅に停車し、笹原駅を通過する南福岡方面の12両編成（415系3編成併結）も見られたが、現在は竹下駅も待避線新設により9両編成までの対応となったことから、現在はこのような列車の設定はない。
2023年9月30日まではJR九州サービスサポートが駅業務を行う業務委託駅であった。サポート機能付き指定席券売機のなんでも私に聞いてください！「ど～ぞ」、自動改札機などが設置されている。

### のりば
| のりば | 路線       | 方向 | 行先                     |
| ------ | ---------- | ---- | ------------------------ |
| 1      | 鹿児島本線 | 上り | 博多・小倉方面           |
| 2      | 鹿児島本線 | 下り | 鳥栖・久留米・大牟田方面 |

## 利用状況
2023年（令和5年）度の1日平均乗車人員は5,310人であり、JR九州の駅としては第35位である。
近年の1日平均乗車人員は下表のとおりである。
| 年度               | 1日平均 乗車人員 |
| ------------------ | ---------------- |
| 2016年（平成28年） | 4,967            |
| 2017年（平成29年） | 5,210            |
| 2018年（平成30年） | 5,349            |
| 2019年（令和元年） | 5,531            |
| 2020年（令和02年） | 4,449            |
| 2021年（令和03年） | 4,689            |
| 2022年（令和04年） | 5,003            |
| 2023年（令和05年） | 5,310            |

## 駅周辺
福岡市の南部に立地している。当駅の南方約600 mの場所で鹿児島本線と西鉄天神大牟田線が交差している。周辺地区は井尻駅にも近く、当駅新設前から住宅開発が進められていたが、当駅の開業によりさらにマンションなどの建設が進んだ。
- 井尻駅 - 西鉄天神大牟田線 西に約500 m[1]。
- バス停留所 - いずれも西鉄バス。井尻駅方面・博多駅方面に運行されており、駅前の踏切を経由して両停留所に停車する。
  - 笹原 - 東側に位置。
  - 笹原駅入口 - 西側に位置。
- 福岡外環状道路 - 駅南側でアンダーパスしている。
- 福岡市立三筑小学校
- 福岡市立三筑中学校

## 隣の駅
九州旅客鉄道（JR九州）
 鹿児島本線
■快速（速達列車）・■区間快速（下り全列車および上りの速達列車）
通過
■快速（博多駅 - 南福岡駅間各駅停車）・■区間快速（上りの一部の列車のみ停車）・■普通
竹下駅 (JB01) - 笹原駅 (JB02) - 南福岡駅 (JB03)